# Il sottomarino
Il sottomarino (Men Without Women) è un film del 1930 diretto da John Ford.
È un film drammatico statunitense ambientato in un sottomarino della US Navy con Kenneth MacKenna, Frank Albertson e J. Farrell MacDonald.

## Produzione
Il film, diretto da John Ford su una sceneggiatura di Dudley Nichols con il soggetto dello stesso Ford e di James Kevin McGuinness, fu prodotto da John Ford per la Fox Film Corporation e girato sull'isola di Santa Catalina e a San Diego in California.

## Distribuzione
Il film fu distribuito con il titolo Men Without Women negli Stati Uniti dal 9 febbraio 1930 (première a New York il 31 gennaio 1930) al cinema dalla Fox Film Corporation.
Alcune delle uscite internazionali sono state:
- nel Regno Unito il 14 luglio 1930
- in Danimarca il 10 novembre 1930 (Undervandsbaad S-13)
- in Spagna il 15 novembre 1930 (Tragedia submarina)
- in Austria nel 1931 (Der Untergang der U.S. 13)
- in Germania nel 1931 (U 13)
- in Francia il 1º maggio 1931 (Hommes sans femmes)
- in Portogallo il 4 maggio 1931 (Submarino S. 13)
- in Brasile (Homens sem Mulheres, versione sottotitolata)
- in Argentina (La tragedia submarina)
- in Grecia (To ypovryhion 13)
- in Italia (Il sottomarino)

### Critica
Secondo il Morandini "l'atmosfera di paura e angoscia all'interno del sommergibile è resa con magistrale semplicità".